# ミンナ・カウッピ
ミンナ・カウッピ（Minna Kauppi、1982年11月25日 - ）は、フィンランドのオリエンテーリング選手で、世界選手権では過去8度勝利しており、うち5回はリレー種目によるものである。パイヤト＝ハメ県アシッカラで生まれ、現在はユヴァスキュラに住む。ユヴァスキュラ大学卒業。ミンナ・カウピ、ミナ・カウピとも。

## 経歴

### ジュニア時代の成功
幼いころからスキーやジョギングと親しんだカウッピが初めてしっかりとオリエンテーリングをしたのは8歳の時のことだった。同時に陸上競技やクロスカントリースキー、テニス、体操競技にも取り組んでいたカウッピだが、17歳の時にジュニア世界選手権（JWOC）を目標と明確に定め、2000年にチェコで開かれたJWOCショート・ディスタンス競技で優勝、リレー競技でも銅メダルを獲得している。翌年、ハンガリーのミシュコルツで開かれたJWOCにおいても同様の成績をおさめ、2002年最後のJWOC（スペイン、アリカンテでの開催）では金銀銅1枚ずつを獲得する大活躍を見せている。

### 世界選手権での業績
JWOCで成功をおさめた後、世界選手権（WOC）の舞台に登場したのは2004年、スウェーデンはヴェステロースで開催された時だった。WOC2004ではリレー競技で2位を勝ち取る。翌年に愛知で開催されたWOCでは個人種目であるミドル・ディスタンス競技で銅メダルを獲得。2006年にはヨーロッパ選手権で金メダル2枚、銅メダル2枚を獲得するとウクライナの首都キエフで開催されたWOC2007において個人種目（ロング・ディスタンス競技）でも優勝を果たす。同選手権においてリレー競技でも優勝、スプリント競技では銀メダルと大活躍だったが、翌年チェコのオロモウツでも金メダル2枚を獲得、また世界遺産であるオロモウツの聖三位一体柱付近を走るようにコース設定されたスプリント競技で銀メダルを獲得した。それ以降も2011年までの3年間で金メダルを3枚、銅メダルを2枚獲得しており、世界を代表する競技者の1人として活躍し続けている。

### 国際大会での活躍
世界選手権やヨーロッパ選手権のみならず、ワールドゲームズやワールドカップでも快走をみせている。中華民国台湾の高雄市で開かれたワールドゲームズ2009ではスプリント競技で優勝、混合リレーとミドル・ディスタンス競技で2位となった。ワールドカップでも過去3度メダルを獲得。フィンランド代表として以外にも、世界的に有名なリレー大会JukkolaやVenlaなどで所属クラブの活躍に貢献している。

## 人物
村越真によれば「ノッているときは抜群の力を発揮する」というが「自分でも集中力が課題という」とのことで、やや安定感に欠ける面がある。実際に2011年、フランスで開催されたWOCではロング・ディスタンス競技の決勝で第1コントロールにすら辿り着くことなく棄権している。日本代表の吉田勉ヘッドコーチは本戦１か月前のトレーニング中における大ミスが精神面に影響したのかもしれないと分析した。私生活面としては、同じくフィンランドを代表するオリエンテーリング選手であるパシ・イコネンと付き合っており、2人でフィンランド南方の町、アシッカラに住んでいる。

## 受賞
2010年3月23日にミンナ・カウッピの活躍を讃え、カウッピの切手やポストカードが製造された。また、上記の通りカウッピは非常に優れたオリエンテーリング選手であり、その活躍が認められた結果2011年1月に、2010年のフィンランドの年間最優秀スポーツ選手として選出されている。